# Emilienstift
Das Emilienstift ist ein denkmalgeschütztes Reihenwohnhaus in Eilenburg. Es wurde 1862 als Armenhaus für die 1846 gegründete „Emilien-Versorgungs-Anstalt“ der Kattunmanufaktur Bodemer & Co. errichtet. Das Haus ist aufgrund seiner ortsgeschichtlichen und sozialgeschichtlichen Bedeutung ein eingetragenes Kulturdenkmal in der Denkmalliste des Landesamtes für Denkmalpflege Sachsen.

## Lage
Das Emilienstift liegt im Nordwesten der Stadt Eilenburg in der ehemaligen Ortslage Thal, die 1856 nach Eilenburg eingemeindet wurde. Das Gelände liegt am Fuße der Burg Eilenburg und trägt daher die Flurbezeichnung Schloßaue. Das heutige Reihenwohnhaus ist eingebettet in eine lockere Bebauung aus Einfamilienhäusern und Kleingärten, die von den Straßen Funkenweg, Röhrenweg, Schloßaue und Degenkolbstraße erschlossen wird. Südlich liegen das ehemalige Firmengelände der Kattunfabrik und der geschichtlich bedeutende, heute aber verfallene, ehemalige Fabrikantensitz des Unternehmens. Südwestlich auf einem Geländesporn liegt das Krankenhaus Eilenburg. Südöstlich liegt, getrennt durch die von zwei Mühlgrabenarmen gebildete Mühlinsel, die Kernstadt von Eilenburg.

## Geschichte
Im Jahr 1803 ließ sich der Unternehmer Johann Jacob Bodemer mit einer Kattunmanufaktur in der damals noch selbstständigen Vorstadtgemeinde Thal nieder. 1830 übernahm dessen Schwiegersohn Carl Degenkolb die Firma und führte sie erfolgreich weiter. Degenkolb war sozial ausgesprochen aktiv und gilt als Vorreiter für Arbeitnehmerrechte und der Arbeitnehmermitbestimmung. So verzichtete er frühzeitig auf Kinderarbeit (ab 1839), schuf eine eigene Krankenkasse für seine Beschäftigten (1847), ließ Brot produzieren, um trotz Nahrungsmittelteuerung seine Arbeiter versorgen zu können (ab 1849), und führte Betriebsräte (Fabrikausschüsse) ein (1850). Eingebettet in dieses sozialpolitische Engagement gründete und dotierte Degenkolb 1846 die nach seiner Frau benannte Emilien-Versorgungs-Anstalt. Sie bot arbeitsunfähig gewordenen Arbeitern sowie Witwen und Waisen eine auskömmliche Versorgung.
Diesen Zweck erfüllte das Emilienstift über viele Jahrzehnte. Ab dem Adressbuch von 1924 wird die Stadt Eilenburg als Eigentümer der Wohnungen genannt. 1931 verfügte das Stift über zehn Familienwohnungen, in denen ehemalige Arbeiterinnen und Arbeiter der Kattunmanufaktur die Pflege und Erziehung von Waisenkindern übernahmen, die sonst auf Kosten der Stadt hätten versorgt werden müssen. Auch nachdem 1945 in der Sowjetischen Besatzungszone alle Stiftungen verboten worden waren, war die nunmehr als Kolonie benannte Wohnanlage zur Versorgung von Waisenkindern vorgesehen.  Das Emilienstift wurde nach der Wende saniert und dient heute als Wohnhaus.

## Baubeschreibung
Das Emilienstift ist ein langgestreckter eingeschossiger und vollständig verputzter Ziegelbau auf rechteckigem Grundriss. Es gibt vier separate Eingänge zu den Wohnungen, die über eine kleine Freitreppe zu erreichen sind. Der Sockel steht leicht hervor und ist farblich abgesetzt. Beidseits der Türen befinden sich jeweils zwei rechteckige Fenster. Sowohl Türen als auch Fenster sind dem historischen Vorbild nachempfundene Neueinbauten. Dem Erdgeschoss ist ein Mezzaningeschoss aufgesetzt. Das Satteldach ist beidseits überstehend und gibt den Blick auf die Sparrenköpfe frei. Es besitzt eine Biberschwanzdeckung. Aus denkmalpflegerischer Sicht ist die Sanierung „schlecht“ gelungen.
An der der Degenkolbstraße zugewandten Giebelseite ist eine Inschrifttafel angebracht, die über die Historie des Gebäudes unterrichtet. Die Inschrift lautet:

„Emilien-Versorgungs-Anstalt / gegründet und dotirt / vom / Herrn Commerzienrath Degenkolb / im Jahre 1846“

Im Inneren war hinter jeder Haustür ein mit Ziegelsteinen gepflasterter Flur, von dem zu beiden Seiten eine Wohnungstür abging, so dass insgesamt acht Wohnungen erschlossen wurden. Jede Wohnung besaß eine kleine Stube, eine Schlafkammer, eine Küche sowie erreichbar über eine Stiege ein Teil des Dachbodens. Sanitäranlagen in Form eines Waschhauses und von Trockentoiletten befanden sich im Hof. Jede Wohnung verfügte über einen Garten.